# Bounty Train
Bounty Train — компьютерная игра в жанре стратегия в реальном времени с ролевыми элементами, созданная украинской компанией Corbie Games и изданная Daedalic Entertainment 16 мая 2017 года для Windows и macOS. За боевую составляющую игра получила прозвище Faster Than Horse, отсылающее к игре FTL: Faster Than Light).

## Сюжет
Декабрь 1860 года. Уолтер Рид прибыл в США в декабре 1860 года на похороны отца, чья смерть вызывает множество вопросов. Его наследство в виде акций железнодорожной компании Central Pacific Railroad пытается захватить Корнелиус Тилберднар, для борьбы с которым молодой человек должен собрать контрольный пакет акций в 51 % раньше соперника. До этого момента Уолтер не может получить доступ к активам отца, так что ему придется начать зарабатывать требуемый капитал с помощью единственного поезда.

## Игровой процесс
Действие игры происходит с 1860 по 1868 год, игрок путешествует по США от Портленда на востоке до Мемфиса на западе, торгуя товарами, перевозя пассажиров, доставляя почту, выполняя поручения мэров и т. д. У него есть возможность присоединиться к одной из четырёх фракций.
Экономика в игре живая — цены плавно меняются сами по себе и устаревают, также на них влияют определённые события, в том числе исторические. По мере развития игры придётся покупать новые локомотивы и вагоны, которые различаются техническими характеристиками и назначением. Чтобы открыть новые перегоны, необходимо добывать лицензии управляющей компании: покупая или оказывая какие-нибудь услуги городским администрациям.
В игровой процесс вплетены события Гражданской войны в США, во время путешествий можно встретить реальных исторических персонажей вроде Аллана Пинкертона или Авраама Линкольна.
Игрок прокладывает маршрут на глобальной карте и выставляет порог потребления угля, определяя скорость, ручное управление включается лишь в случае нападений индейцев, бандитов, дезертиров и солдат регулярных армий США и КША.
Бои происходят в режиме реального времени с тактической паузой, где подчинённым игрока придется отстреливаться от догоняющих поезд и вступать в рукопашную схватку с залезшими в вагон. Персонажи получают опыт, повышают характеристики и приобретают новые умения. По итогам боёв с трупов поверженных противников можно взять оружие, которое можно и приобрести за наличные. В то же время даже удачная схватка чревата повреждениями поезда и груза, а также ранениями и смертью членов команды, из-за чего довольно часто выгоднее оказывается просто откупиться от бандитов (которые после этого будут реже нападать).

## Релиз
| Системные требования | Системные требования                                                      | Системные требования                                                      |
| -------------------- | ------------------------------------------------------------------------- | ------------------------------------------------------------------------- |
|                      | Минимальные                                                               | Рекомендуемые                                                             |
| Microsoft Windows    |                                                                           |                                                                           |
| ОС                   | Windows 7 SP1 / Windows 7 SP1, Windows 8 (32/64 bit versions), Windows 10 | Windows 7 SP1 / Windows 7 SP1, Windows 8 (32/64 bit versions), Windows 10 |
| ЦПУ                  | 2.5 GHz Dual Core CPU                                                     | 2.8 GHz Multi Core CPU                                                    |
| Объём ОЗУ            | 4.0 ГБ                                                                    | 8.0 ГБ                                                                    |
| Место на диске       | 2 ГБ                                                                      | 2 ГБ                                                                      |
| Видеокарта           | AMD Radeon HD 6570, GeForce 9600 GT or higher                             | AMD Radeon HD 6570, GeForce 9600 GT or higher                             |
| Звуковая плата       | DirectX 9.0c Compatible Sound Card with Latest Drivers                    | DirectX 9.0c Compatible Sound Card with Latest Drivers                    |
| Устройства ввода     | клавиатура, компьютерная мышь                                             | клавиатура, компьютерная мышь                                             |

16 мая 2017 года игра покинула Steam Early Access. Полная версия для PC и Mac также содержала комплект с артбуком, саундтреком, парой уникальных предметов и первым DLC.
5 июня 2018 года вышло DLC «New West», добавляющее новую одиночную кампанию, виды поездов, оружия, ресурсов и миссий.

## Приём
На сайте агрегатора рецензий Metacritic рейтинг игры составляет 66 %, основанный на 8 профессиональных обзорах.
Журналист Rock, Paper, Shotgun Алек Меер в обзоре на версию игры в Steam Early Access посетовал на скучный игровой процесс, который можно расширить за счёт большей проработки персонажей и режима налётов. В то же время в её защиту он указал на серьёзный уровень проработанность представленной версии, также отметив влияние на неё игр FTL и Out There.
Обозреватель издания itc.ua Олег Данилов поставил игре 3,5 балла. К достоинствам были отнесены боевая система и графика, к недостаткам — рутинный и повторяющийся игровой процесс, сложный интерфейс и музыкальное оформление.
Журналист Riot Pixels Snor оценил игру на 62 %.